# Троицкое (Северо-Казахстанская область)
Троицкое (каз. Троицкое) — село в Жамбылском районе Северо-Казахстанской области Казахстана. Административный центр Троицкого сельского округа. Находится примерно в 38 км к юго-востоку от села Пресновка, административного центра района, на высоте 133 метров над уровнем моря. Код КАТО — 594663100.

## Население
В 1999 году численность населения села составляла 1180 человек (582 мужчины и 598 женщин). По данным переписи 2009 года, в селе проживало 722 человека (360 мужчин и 362 женщины).